# Résolution 369 du Conseil de sécurité des Nations unies
Membres permanents
- Chine
- États-Unis
- France
- Royaume-Uni
- URSS

Membres non permanents
- RSS de Biélorussie
- Cameroun
- Costa Rica
- Guyana
- Iraq
- Italie
- Japon
- Mauritanie
- Suède
- Tanzanie

Résolution no 368 Résolution no 370
La résolution 369 du Conseil de sécurité des Nations unies est adoptée à 13 voix contre zéro lors de la 1 822e séance du Conseil de sécurité des Nations unies le 28 mai 1975, s'est déclaré préoccupé par l'état actuel des tensions entre Israël et la Syrie et a réaffirmé que les deux accords précédents sur le désengagement des forces ne constituaient qu'une étape vers la mise en œuvre de la résolution 338. La résolution a ensuite décidé d'appeler les parties concernées à appliquer immédiatement la résolution 338, a renouvelé le mandat de la Force des Nations unies chargée d'observer le désengagement (ou FNUOD) pour une nouvelle période de 6 mois et a demandé au secrétaire général de présenter un rapport sur la situation à la fin de ces 6 mois.
La résolution a été adoptée par 13 voix ; la Chine et l'Irak n'ont pas participé au vote.

### Sources
- (en) Cet article est partiellement ou en totalité issu de l’article de Wikipédia en anglais intitulé « United Nations Security Council Resolution 369 » (voir la liste des auteurs).

### Texte
- Résolution 369 sur fr.wikisource.org
- Résolution 369 sur en.wikisource.org